# Apostolo leggente
L'Apostolo leggente è un dipinto a tempera e oro su tavola (30x22,5 cm) di Carlo Crivelli, databile al 1471 circa e conservato a Upton House presso Banbury, Oxfordshire. Si tratta di uno scomparto della predella dello smembrato Polittico di Montefiore dell'Aso.

## Storia
Il polittico, già nella chiesa di San Francesco a Montefiore dell'Aso, venne smembrato nell'Ottocento e, ad eccezione degli scomparti rimasti a Montefiore (il cosiddetto Trittico di Montefiore), passò per l'antiquario Pietro Romano Vallati nel 1858, prendendo poi varie strade. L'Apostolo in particolare entrò nella collezione attuale nel 1948.

## Descrizione e stile
L'apostolo non ha attributi specifici a parte il libro e la testa quasi calva e canuta. La sua figura è assorta nella lettura, con la rotazione della testa verso il volume. Ritratto a mezza figura, presenta un segno grafico che si riscontra anche in altri pannelli del polittico.